# Артур Кларк
А́ртур Ча́рльз Кла́рк  (англ. Sir Arthur Charles Clarke; 16 грудня 1917, Майнхед, Велика Британія — 19 березня 2008, Коломбо, Шрі-Ланка) — англійський та шрі-ланкійський письменник-фантаст, футуролог, науковець та винахідник. Писати почав після війни, з однаковим успіхом виступивши в науковій фантастиці (НФ) та науково-популярній літературі (Кларк жалкував, що вчасно не запатентував ідею космічних супутників зв'язку, висловлену ним в одній зі статей); єдиний «нефантастичний» роман Кларка — «Шлях стеження» (Glide Path, 1963), присвячений історії відкриття радара. Лауреат Міжнародної премії з фантастики за книгу «Дослідження космосу» (The Exploration of Space, 1951) та премії Калингі (ЮНЕСКО) за досягнення в популяризації науки (1962). Почесний доктор коледжу Бівер у Гленсайді (штат Пенсільванія). Нагороджений орденом Британської імперії (1989). З 1950 року — професійний письменник. Перші НФ публікації — «Лазівка» (1946) і «Рятувальний загін» (1946). Автобіографічні — «Погляд з Серендипу» (View from Serendip, 1978) і «Дивовижні дні: науково-фантастична автобіографія» (Astounding Days: A Science Fictional Autobiography, 1989). Також відомий спільною роботою зі Стенлі Кубриком над створенням культового науково-фантастичного фільму «Космічна одіссея 2001» (1968). 1998 року Кларк отримав лицарське звання від королеви Єлизавети II. За заслуги перед жанром Кларка названо 7-м Гросмейстром фантастики (1986) та було включено Залу слави фантастики та Залу слави Першого фендому.
Артура Кларка, поряд з Айзеком Азимовом і Робертом Гайнлайном називають «великою трійкою» наукових фантастів, що зробили значний вплив на жанр в середині XX століття. Кларк є першим лауреатом премії «Гросмейстер фантастики» за заслуги перед жанром (1986), що народився поза межами США та не був громадянином цієї країни.

## Біографія

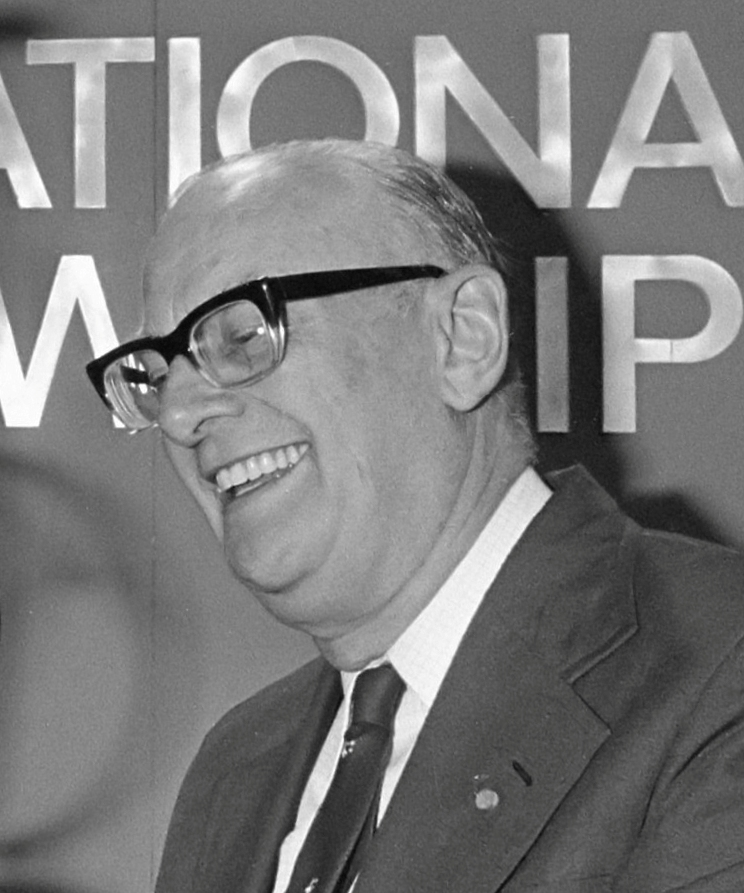
Кларк у 1982

Народився 16 грудня 1917 року Майнхеді, графство Сомерсет. Після закінчення школи працював аудитором у лондонській скарбі́вні. Кларк входив до Британського міжпланетного товариства (British Interplanetary Society, BIS), що займалося пропагандою ідеї космічних польотів. Наприкінці 1930-х років Артур почав писати бюлетені товариства і перші фантастичні твори.
Після початку Другої світової війни був призваний на військову службу до Королівських ВПС, де служив у званні лейтенанта. Брав участь у роботах зі створення радара, а також випробувань автоматичної системи посадки літаків. У 1945 у статті «Позаземні передавачі» (Extra-terrestrial Relays) описав свою ідею всесвітнього супутникового зв'язку, що прославила Кларка як науковця. Після війни повернувся до Британського міжпланетного товариства, яке очолював у 1946—1947 та 1950—1952 роках. Дебютував у фантастиці оповіданнями «Лазівка» і «Рятувальний загін» (1946). Був одним із засновників і активістів британського фендому наукової фантастики. З відзнакою закінчив Кінгс-коледж у Лондоні за фахом фізика і математика в 1948 році.
15 червня 1953 Артур Кларк одружився з Мерилін Мейфілд, але шлюб тривав лише півроку, після чого пара розлучилася. 1954 року Кларк написав Гаррі Векслеру, керівнику відділу наукових досліджень американського метеорологічного бюро (Scientific Services Division, U.S. Weather Bureau), пропозицію використовувати штучні супутники для створення прогнозів погоди. Векслер після цього став активним прибічником мирного використання ракет і супутників з метою метеорологічної розвідки.
У 1956 році Кларк переїхав на Цейлон (тепер Шрі-Ланка), а в 1960-х роках отримав громадянство Шрі-Ланки. Жив у Коломбо. На той час Кларк захоплювався темою океану і вважав, що підводні плавання мають багато спільного з перебуванням у космічній невагомості. За коротке оповідання «Зірка» (The Star,1955) 1956 року отримав премію «Г'юго».
За період 1950-1970-х років створив більшість романів, які прославили його в галузі наукової фантастики: романи: «Кінець дитинства» (1953), «Місто і зірки» (1956), «Побачення з Рамою» (1973), «Фонтани Раю» (1979). Крім того в цей час було створено велику кількість оповідань від сатиричних до жорстко науково-фантастичних. Артур Кларк зробив свій внесок до кінофантастики, ставши одним із творців знаменитої «Космічної Одіссеї 2001 року» (1968), знятої Стенлі Кубриком. Того ж року Кларк опублікував роман «2001: Космічна Одіссея», написаний на основі власного сценарію.
Кларк активно цікавився досягненнями науки й техніки, зокрема астрономії та астронавтики. Наприкінці 1960-х — початку 1970-х років разом з радіокоментатором Волтером Кронкайтом і астронавтом Волтером Ширрою вів репортажі про польоти космічних кораблів програми «Аполлон» для телерадіомережі CBS. Як популяризатор науки, Артур Кларк створив велику кількість наукових і науково-популярних книг на тему космосу, його досліджень і колонізації, а також збереження природи океанів. Вважається, що саме у творах Кларка вперше була описана ідея «космічного ліфта». У 1962 став лауреатом премії Калінґи за досягнення в популяризації науки.
Також Кларк цікавився кібернетикою, новітніми засобами зв'язку. У 1980-ті активно користувався персональним комп'ютером і електронною поштою.
У 1986 було засновано «Премію Артура Кларка», яку присуджують за найкращий науково-фантастичний роман, опублікований у Великій Британії. 1989 року Кларк став командором Ордену Британської імперії, і довгий час був єдиним письменником-фантастом, вшанованим такою почестю. 1998 року був посвячений у лицарі.
Більшість пізніх творів, 1990-2000-х років, було написано Кларком у співавторстві, зокрема з фахівцем НАСА Джентрі Лі та письменником Стівеном Бекстером. Критики зауважували, що ці твори помітно менш якісні за написані Кларком одноосібно, хоча кожен наступний був майстернішим.
26 травня 2000 року йому було присвоєно звання Лицаря-бакалавра «за заслуги перед літературою» на церемонії в Коломбо. Лицарське звання було присуджено у списку новорічних почесних нагород 1998 року, але вручення нагороди було відкладено на прохання Кларка через звинувачення таблоїду «Sunday Mirror» у використанні послуг малолітніх хлопчиків-повій. Згодом поліція Шрі-Ланки визнала це звинувачення безпідставним. За даними «Дейлі телеграф», «Sunday Mirror» згодом опублікувала вибачення, і Кларк вирішив не подавати до суду за наклеп. «The Independent» стверджувала, що подібна історія не була опублікована, оскільки Кларк був другом газетного магната Руперта Мердока. Сам Кларк сказав: «Я вкрай негативно ставлюся до людей, які зв'язуються з хлопчиками», а Руперт Мердок нібито пообіцяв йому, що відповідальні репортери більше ніколи не працюватимуть на Фліт-стріт.
Останніми роками життя Артур Кларк внаслідок перенесеного ще у 1962 році поліомієліту не міг ходити, проте продовжував писати й листуватися. Помер 19 березня 2008 у віці 90 років.
Останній роман Кларка «Остання теорема» (2009), написаний у співавторстві з іншим лауреатом найпрестижнішої премії «Гросмейстер фантастики» Фредеріком Полом, вийшов посмертно.

## Особисте життя
Під час поїздки до Флориди в 1953 році Кларк зустрів і швидко одружився з Мерілін Мейфілд, 22-річною розлученою американкою з маленьким сином. Вони остаточно розлучилися через шість місяців, хоча розлучення було оформлено лише в 1964 році. «Шлюб був несумісним з самого початку», — сказав Кларк. Мейфілд не виходила заміж повторно і померла в 1991 році. Кларк також ніколи не одружувався повторно, але був близький зі шрі-ланкійцем Леслі Еканаяке (13 липня 1947 — 4 липня 1977), якого Кларк назвав своїм «єдиним ідеальним другом на все життя» у присвяті до свого роману «Фонтани раю». Кларк похований разом з Еканаяке, який помер на три десятиліття раніше за нього, на кладовищі Канатте, головному цвинтарі та крематорії Коломбо. У своїй біографії Стенлі Кубрика Джон Бакстер називає гомосексуальність Кларка причиною його переїзду через більш толерантні закони щодо гомосексуальності на Шрі-Ланці у той час. Журналістам, які запитували Кларка, чи він гей, відповідали: «Ні, просто злегка веселий». Майкл Муркок писав:
Усі знали, що він гей. У 1950-х роках я ходив випивати з його хлопцем. Ми зустрічали його протеже, як із Заходу, так і зі Сходу, та їхні родини, людей, які лише найщедріше хвалили його доброту. Він міг бути самозакоханим і непитущим , але бездоганним джентльменом у глибині душі.
В інтерв'ю в липневому випуску журналу «Playboy» за 1986 рік, коли Кларка запитали, чи мав він бісексуальний досвід, він відповів: «Звичайно. А хто ж його не мав?» У своєму некролозі друг Кларка Керрі О'Квінн написав: «Так, Артур був геєм… Як мені колись сказав Айзек Азімов: „Я думаю, він просто виявив, що віддає перевагу чоловікам“. Артур не афішував свою сексуальність — це не було метою його життя — але якщо його питали, він був відкритим і чесним».
Кларк зібрав величезну колекцію рукописів та особистих мемуарів, яку зберігав його брат Фред Кларк у Тонтоні, графство Сомерсет, Англія, і яка називається «Кларків». Кларк сказав, що деякі з його особистих щоденників будуть опубліковані лише через 30 років після його смерті. Коли його запитали, чому вони були запечатані, він відповів: «Ну, в них можуть бути всілякі незручні речі».

## «Закони Кларка»
У книзі «Профілі майбутнього» («Profiles of the Future», 1962) Артур Кларк сформулював так звані Закони Кларка, згідно яких розвивається сучасна наука:
- Перший закон. Якщо заслужений, але старий науковець каже, що щось є можливим, він майже напевно має рацію. Якщо ж він говорить, начебто щось є неможливим, то, найімовірніше, він помиляється.
- Другий закон. Єдиний спосіб встановити межі можливого — спробувати вийти за ці межі.
- Третій закон. Будь-яку досить розвинену технологію неможливо відрізнити від магії.

## Стосунки з Радянським союзом
У СРСР Артур Кларк був одним з найбільш опублікованих російською мовою західних фантастів і вважався «прогресивним». Більшість його нових романів майже відразу виходили в журналі «Техника — молодёжи» (укр. Техніка — молоді), з головним редактором якого, Василем Захарченком, Кларк був знайомий особисто. 1984 року «Техника — молодёжи» почала публікацію роману Кларка «2010: Одіссея 2», проте ця публікація стала для редакції журналу катастрофою. Роман був присвячений автором космонавтові Олексію Леонову і академікові А. Д. Сахарову, який перебував у засланні.
Присвячення Сахарову з публікації прибрали, проте ані перекладачі, ані редактори не звернули увагу, що всі російські персонажі роману носили імена відомих на Заході дисидентів. Після виходу в журналі другої частини публікація роману була припинена цензурою, редакцію розігнали, а Василя Захарченка звільнили.

### Цикли романів
- Космічна Одіссея
  - 1968. 2001: Космічна Одіссея (англ. 2001: A Space Odyssey)
  - 1982. 2010: Одіссея 2 (англ. 2010: Odyssey Two)
  - 1987. 2061: Одіссея 3 (англ. 2061: Odyssey Three)
  - 1997. 3001: Остання одіссея (англ. 3001: The Final Odyssey)
- Рама
  - 1973. Побачення з Рамою (англ. Rendezvous With Rama)
  - 1989. Рама II (англ. Rama II) (в співавторстві з Джентрі Лі)
  - 1991. Сад Рами (англ. The Garden of Rama) (в співавторстві з Джентрі Лі)
  - 1993. Рама, що з'явився (англ. Rama Revealed) (в співавторстві з Джентрі Лі)
- Одіссея часу
  - 2003. Око часу (англ. Time's Eye) (в співавторстві зі Стівеном Бакстером)
  - 2005. Сонячна буря (англ. Sunstorm) (в співавторстві зі Стівеном Бакстером)
  - 2007. Першонароджені (англ. Firstborn) (в співавторстві зі Стівеном Бакстером)

### Окремі романи
- 1951. Прелюдія до космосу (англ. Prelude to Space)
- 1951. Піски Марса (англ. Sands of Mars)
- 1952. Острови у небі (англ. Islands in the Sky)
- 1953. Кінець дитинства (англ. Childhood's End)
- 1954. Велика глибина (англ. The Deep Range)
- 1955. Світло Землі (англ. Earthlight)
- 1956. Місто та зірки (англ. The City and the Stars) (перероблений з повісті — 1948. Проти приходу ночі (англ. Against the Fall of Night)
- 1961. Місячний пил (англ. A Fall of Moondust)
- 1963. Острів дельфінів (англ. Dolphin Island)
- 1975. Земля Імперська (англ. Imperial Earth)
- 1979. Фонтани раю (англ. The Fountains of Paradise)
- 1986. Пісні далекої Землі (англ. The Songs of Distant Earth)
- 1988. Колиска (англ. Cradle) (в співавторстві з Джентрі Лі)
- 1990. Привид із великих мілин (англ. The Ghost From the Grand Banks)
- 1990. По той бік ночі (англ. Beyond the Fall of Night) (в співавторстві з Грегорі Бенфордом)
- 1993. Молот бога (англ. The Hammer of God)
- 1996. 10 балів за шкалою Ріхтера (англ. Richter 10) (в співавторстві з Майком Маккві)
- 1999. Тригер (англ. The Trigger) (в співавторстві з Майклом К'юбом-Макдавеллом)
- 2000. Світло інших днів (англ. The Light of Other Days) (у співавторстві із Стівеном Бекстером)
- 2002. Рифи Тапробани (англ. The Reefs of Taprobane)
- 2008. Остання теорема (англ. The Last Theorem) (з Фредеріком Полом)

## Екранізації
- Космічна одіссея 2001 року (за оповіданням «Страж» і іншими оповіданнями, паралельно до фільму було написано однойменний роман; у титрах не згадується; 1968)
- 2010 (1984)
- Сутінкова зона (телесеріал, епізод «Зірка», 1985—1989)
- Артур Кларк: До 1001 (1993)
- В космічній пастці (1994) (за оповіданням «Межа міцності»)
- Кольори нескінченності (1995)
- Побачення з Рамою (2009, анонсований)
- Побачення з Рамою (2003)
- Кінець дитинства (міні-серіал 2015)

## Переклади українською
- Артур Кларк. Пісні далекої Землі / пер. з англ. Вадим Хазін // Всесвіт. — 1993. — № 3/4. — С. 3—108.
- Артур Кларк. 2001. Космічна одіссея. Переклад з англійської: Вікторія Зенгва. Харків: КСД, 2017. — 224 с. ISBN 978-617-12-1658-7[30]
- Артур Кларк. «2010: друга Одіссея». Переклад з англійської: Вікторія Зенгва. Харків: КСД, 2017. — 224 с. ISBN 978-617-12-3361-4

## Виноски
1. ↑  Letters Patent were issued by Elizabeth II of the United Kingdom on 16 March 2000 to authorise this.
2. ↑  Full dedication reads: "To the still unfading memory of LESLIE EKANAYAKE (13 JuIy 1947 – 4 July 1977) only perfect friend of a lifetime, in whom were uniquely combined Loyalty, Intelligence and Compassion. When your radiant and loving spirit vanished from this world, the light went out of many lives."